# Takarazuka Revue
A Takarazuka Revue (宝塚歌劇団 Takarazuka Kagekidan) é uma companhia de teatro japonesa formada exclusivamente por mulheres.

## História

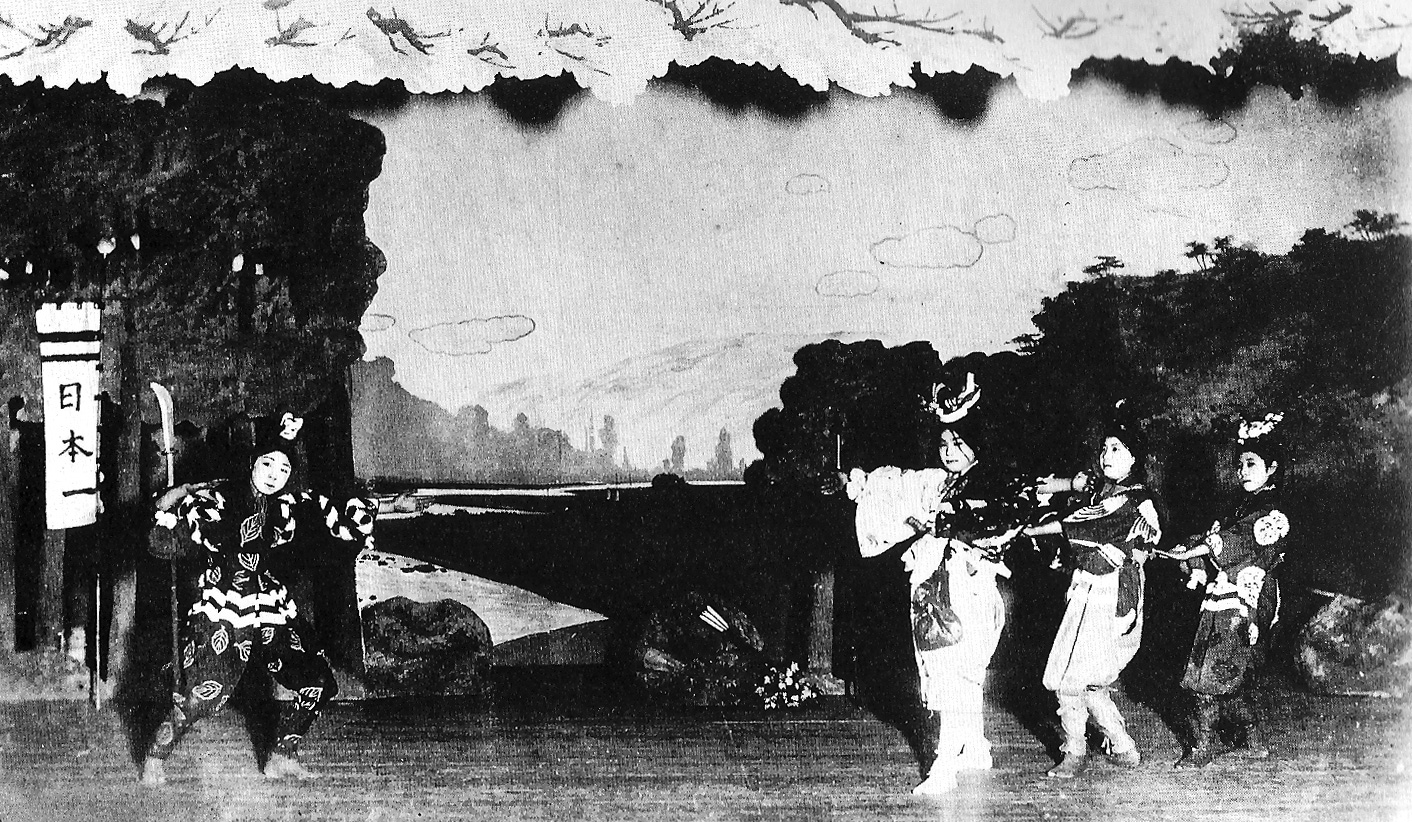
A primeira performance "Donburako", 1914

O Takarazuka Revue começou em Takarazuka, em Hyōgo, Japão, em 1913, fundado por Kobayashi Ichizo, presidente da Hankyu Railways, que teve a ideia de aumentar as vendas dos bilhetes da linha de trens da cidade promovendo apresentações musicais de estilo Ocidental usando apenas garotas solteiras. A companhia de teatro fez sua primeira apresentação em 1914, e em 1924 já havia se tornado popular e obteve seu próprio teatro, o Dai Gekijō. Atualmente, o Takarazuka se apresenta para cerca de 2.5 milhões de pessoas por ano. A maior parte dos fãs é composta por mulheres.
Parte da novidade do Takarazuka é o fato de todos os papéis serem interpretados por mulheres, baseado no modelo original do Kabuki antes que as mulheres fossem banidas do teatro no Japão. As atrizes que interpretam homens são chamadas de otokoyaku (literalmente "papel masculino"), e as que interpretam mulheres, musumeyaku (literalmente "papel de moça" ou "papel de filha"). O figurino e o cenário costumam ser excessivamente chamativos e as performances têm um toque melodramático.
Para se tornar membro do teatro, uma garota deve passar por um treinamento de dois anos no Takarazuka Music School. Todo anos, milhares de garotas de todo o Japão disputam as 40 ou 50 vagas oferecidas. Elas estudam música, dança e canto, entre outras coisas, e obtêm um contrato de sete anos com o teatro.
A companhia é dividida em cinco trupes principais: Hana, Tsuki, Yuki, Hoshi e Sora (Flor, Lua, Neve, Estrela e Céu). Uma sexta trupe, o Senka (Especial), é formada por atrizes mais velhas que não mais fazem parte das trupes principais mas ainda desejam fazer parte do teatro e atuar de tempos em tempos. Hana e Tsuki são as trupes originais, formadas em 1921. A trupe Yuki começou em 1924. A Hoshi começou em 1931, foi desfeita em 1939, e voltou em 1948. A trupe mais nova, Sora, foi formada em 1998.

### Nota sobre membros masculinos
Durante a época da fundação do teatro (1914) e o pós-guerra (1946), a companhia contratou homens para performances e os treinava separadamente das mulheres. No entanto, as atrizes eram contra a ideia de fazer par com homens na companhia. Assim, o grupo masculino foi dissolvido brevemente nas duas tentativas (1954 foi o último ano). Recentemente, um musical japonês chamado Takarazuka Boys foi lançado, baseando-se nesta parte da história do teatro.

## As Trupes
As cinco trupes do Takarazuka Revue têm certas diferenças de estilo e material que fazem cada uma ser única.

### Hanagumi (Trupe "Flor")
A Hana é considerada a trupe que produz as melhores otokoyaku. Em 2003, três das cinco otokoyaku top stars (as principais atrizes de cada trupe) eram do Hanagumi: Haruno Sumire, Hanagumi; Asami Hikaru, Yukigumi; e Shibuki Jun, Tsukigumi. Suas performances costumam ter altos orçamentos, com cenários e figurinos chamativos, e muitas vezes derivadas de produções líricas.

### Tsukigumi (Trupe "Lua")
É famosa por lançar tops jovens (como Amami Yūki, que ainda não tinha chegado ao seu sétimo ano quando se tornou top), as atrizes dessa trupe são boas cantoras. A expressão "Departamento de Pesquisa Musical" é ocasionalmente usada em artigos sobre a trupe, focando a atenção especial do grupo para a música. Suas performances tendem a a ser dramas e musicais modernos.

### Yukigumi (Trupe "Neve")
É trupe mais "conservadora" da companhia. Sempre tendeu aos dramas tradicionais japoneses enquanto as outras trupes mantinham um estilo ocidental. No entanto, foi a primeira a performatizar Elisabeth no Japão. Atualmente, a trupe está mudando o seu estilo para algo mais parecido com  as demais trupes.

### Hoshigumi (Trupe "Estrela")
Junto com o Hanagumi, é a trupe que geralmente fornece as top stars para o teatro.

### Soragumi (Trupe "Cosmos")
Sora, a mais nova trupe no teatro, não carrega o peso da tradição, e por isso costuma ser mais experimental. Quando foi formada, adotou talentos de todos os outros grupos. O estilo da trupe foi influenciado pelas atrizes Shizuki Asato, a primeira top do Soragumi; e por Yōka Wao e Hanafusa Mari, o "Casal de Ouro", que encabeçaram o grupo durante seis anos. Foi a primeira trupe a apresentar Phantom (baseado no musical O Fantasma da Ópera) e a ter um compositor da Broadway (Frank Wildhorn) a compor suas partituras. Além disso, uma característica física notável no Soragumi é que a maioria das otokoyaku medem mais de 1,70m - sendo a mais notável Yuumi Hiro, a mais alta de toda a companhia desde que entrou, em 1997, com 1,79m.

## Atrizes

### Top Stars
As atuais top stars de cada grupo são:
| Grupo | otokoyaku      | musumeyaku       |
| ----- | -------------- | ---------------- |
| Senka | Yū Todoroki    |                  |
| Hana  | Asumi Rio      | Senna Ayase      |
| Tsuki | Tamaki Ryou    | Manaki Reika     |
| Yuki  | Nozomi Fuuto   | Kiho Maya        |
| Hoshi | Kurenai Yuzuru | Airi Kisaki      |
| Sora  | Suzuho Makaze  | Hoshikaze Madoka |

↑  A atriz mais nova a fazer parte da diretoria do teatro.

### Outras Atrizes da Companhia
| Grupo      | Hana                                                          | Tsuki                                             | Yuki                                               | Hoshi                                                  | Sora                                               |
| ---------- | ------------------------------------------------------------- | ------------------------------------------------- | -------------------------------------------------- | ------------------------------------------------------ | -------------------------------------------------- |
| Otokoyaku  | Kazuho Sou, Harei Aine, Aki Misuzu, Sugata Mano, Manato Asaka | Haruhi Ryoga, Sonoka Kiryū, Masaki Ryū, Rio Asumi | Mao Ayabuki, Kei Otozuki, Oto Ayana, , Tooma Ozuki | Shio Suzumi, Kaname Ouki, Seika Yumeno, Yuzuru Kurenai | Tomu Ranju, Hiro Yuumi, Kairi Hokushou, Irisu Toki |
| Musumeyaku | Ichika Sakura, Juria Hanano, Remi Shirahana, Hana Ranno       | Yurino Touka                                      | Ootsuki Sayu, Mimi Maihane                         | Marie Koto, Seara Hisaki                               | Arisu Hanakage, Chitose Junya                      |

↑  A atriz mais alta de toda a companhia